# Chris Hilton
Chris Hilton (ur. 4 października 1967 w Landsberg am Lech) – niemiecki aktor, reżyser i producent filmów pornograficznych. 

## Życiorys

### Wczesne lata
Urodził się w Landsberg am Lech w Bawarii. Wychowywał się w Buchloe. Mając wykształcenie elektrotechniczne, w 1992 podjął pracę w firmie technologicznej zajmującej się laserami, a następnie spędził sześć lat u innego producenta urządzeń laserowych, pełniąc funkcję szefa grupy serwisowej w dziale półprzewodników i elektroniki. Następnie dołączył do Macrotron Process Technologies, dostawcy systemów produkcyjnych i kontrolnych, jako kierownik serwisu; jego głównym zadaniem był dalszy rozwój działalności serwisowej i dostosowywanie jej do indywidualnych wymagań klientów.

### Kariera w branży porno
W 2007, podczas wizyty w klubie swingersów, został dostrzeżony przez producenta filmów porno. Grał w kilku realizacjach produkowanych przez MagmaFilm w Essen w reżyserii Nilsa Molitora, w tym w filmie Moli Exclusive Pokusa (Die Versuchung, 2009) w scenie gang bangu z Umą Masome, Dirkiem Dandy i Steve’em Holmesem. Wziął też udział w produkcji Videorama Blonde Biester (2009) w reż. Harry’ego S. Morgana z Vivian Schmitt i Private Media Group Private Specials 9: German MILFs (2008). W 2013 na wakacjach poznał Julię Pink i zaangażował ją do swojego filmu Wir drehen einen Pornofilm! (2013), Pink po tym została zwolniona z pracy jako nauczycielka i opiekunka osób dorosłych z niepełnosprawnościami w ewangelickiej instytucji diakonatu w Monachium.
Od 2009 na YouTube prowadzi podcast o odżywianiu „Chris Hilton potente Gesundheitsküche”.
W 2015 na Targach Lipskich zaprezentował własną książkę Der Hamster hat Hiccup, w której opisuje swoje życie.

## Nagrody i nominacje
| Rok  | Nagroda             | Kategoria                                                    | Rezultat  |
| ---- | ------------------- | ------------------------------------------------------------ | --------- |
| 2009 | Erotixxx Award      | Najlepszy aktor                                              | Nominacja |
| 2013 | Erotic Lounge Award | Nagroda Fanów: Najlepszy aktor                               | Nominacja |
| 2013 | Venus Award         | Najlepszy aktor krajowy                                      | Wygrana   |
| 2014 | Erotic Lounge Award | Nagroda Fanów: Najlepszy aktor                               | Nominacja |
| 2014 | Venus Award         | Najlepsza nowo przybyła produkcja Chris Hilton Entertainment | Wygrana   |
| 2015 | Erotic Lounge Award | Nagroda Fanów: Najlepszy aktor                               | Nominacja |